# Dobrzyń (Golub-Dobrzyń)
Dobrzyń nad Drwęcą – dzielnica Golubia-Dobrzynia (województwo kujawsko-pomorskie) położona na lewym brzegu Drwęcy. w latach 1789–1870,  1919–(1941) oraz w 1951 jako odrębne miasto. 
Miasto prywatne Królestwa Kongresowego  położone było w 1827 roku w powiecie lipnowskim, obwodzie lipnowskim województwa płockiego. W latach 1870–1919 jako gmina Dobrzyń nad Drwęcą. W 1951 (de facto w 1941) połączony z Golubiem utworzył nowe miasto Golub-Dobrzyń. 

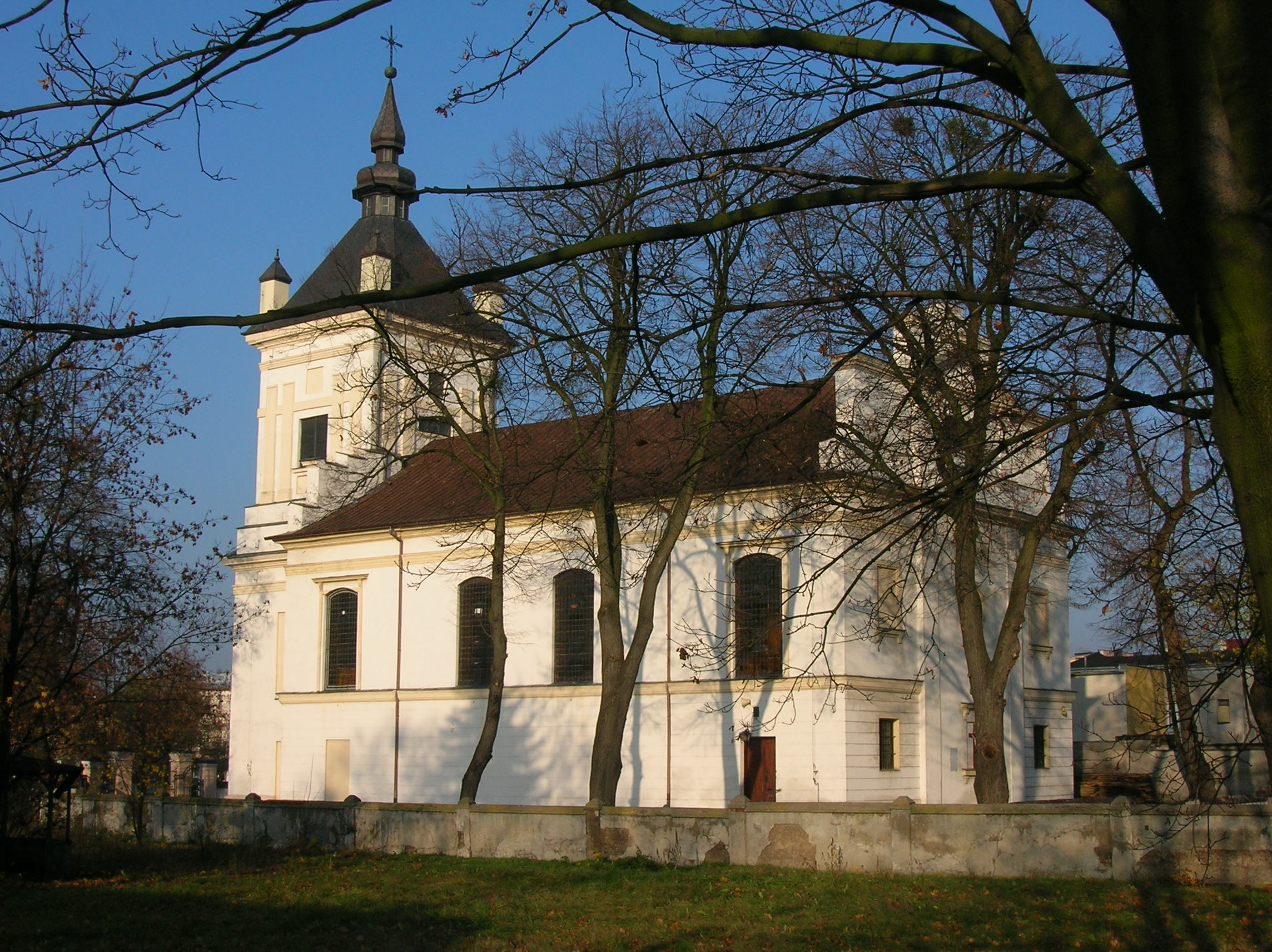
Kościół św. Katarzyny w Dobrzyniu

W 2011 miał 10 722 mieszkańców
W dzielnicy znajduje się parafia pw. św. Katarzyny.

## Historia
Dobrzyń powstał na lewym brzegu Drwęcy jako przedmieście krzyżackiego Golubia.
- 1684 – nadanie przywilejów przez Zygmunta Działyńskiego[6]
- 1789 – nadanie praw miejskich
- 1793 – 1807 – pod zaborem pruskim
- 1807 – Dobrzyń w Księstwie Warszawskim, gdzie usamodzielnił się od Golubia, pozostającego w Prusach
- 1815 – Dobrzyń w Królestwie Polskim. Rozwinął się wówczas jako ośrodek rzemieślniczo-handlowy, choć część mieszkańców zajmowała się przemytem.
- 1870 – 1919 – pozbawiony praw miejskich
- 1939 – 1945 – włączony do Niemiec jako Dobrin an der Drewenz, a 50% ludności, w większości Żydzi, zostaje wymordowana przez Niemców
- 1941 – utrata samodzielności w czasie okupacji przez połączenie z Golubiem i utworzenie miasta Golub-Dobrzyń[3]. Jako niesamodzielne miasto występuje w wykazch z 1948 roku[7][8]
- 1951 – formalne połączenie z Golubiem i utworzenie miasta Golub-Dobrzyń. Przed samym połączeniem Dobrzyń został przeniesiony z powiatu rypińskiego do powiatu wąbrzeskiego (gdzie znajdował się Golub) w woj. bydgoskim, i już w powiecie wąbrzeskim utworzono miasto Golub-Dobrzyń[4]

## Zabytki
- Kościół parafialny św. Katarzyny Aleksandryjskiej z 1823–1827 w stylu klasycystycznym. Wewnątrz wyposażenie pochodzące częściowo ze zburzonego kościoła św. Mikołaja w Toruniu. Plac Tysiąclecia 14, nr rej.: A/494 z 31.08.1927 i z 23.01.1996
- zabudowa mieszkalna sprzed 1939 roku.